# 斉藤倫 (詩人)
斉藤 倫（さいとう りん、1969年 - ）は、日本の詩人、児童文学作家。秋田県生まれ。

## 略歴
2004年、詩集『手をふる 手をふる』（あざみ書房）でデビュー。
2014年、初の児童文学『どろぼうのどろぼん』（福音館書店）で長篇小説デビュー。同作で第48回日本児童文学者協会新人賞、第64回小学館児童出版文化賞受賞。 

## 著書
- 『オルペウス、オルペウス 新しい詩人6』（思潮社）
- 『さよなら、柩』（思潮社）
- 『本当は記号になってしまいたい』（私家版）
- 『ぼくがゆびをぱちんとならして、きみがおとなになるまえの詩集』（音楽監修： 高野文子／福音館書店）
- 『せなか町から、ずっと』（画：junaida ／福音館書店）
- 『はるとあき』（うきまる共作、絵：吉田尚令／小学館）
- 『とうだい』（絵：小池アミイゴ／福音館書店）
- 『まちがいまちに ようこそ』（うきまる共作、絵：及川賢治／小峰書店）
- 『えのないえほん』(絵：植田真／講談社）など。